# Charlotte Bachmann
Charlotte Wilhelmine Caroline Bachmann, nacida Stöwe (Berlín, 2 de noviembre de 1757 - Berlín, 19 de agosto de 1817) fue una cantante (soprano), clavecinista y compositora alemana.

## Biografía
Charlotte Bachmann era hija del músico Wilhelm Heinrich Stöwe, que inicialmente la formó musicalmente, estudiando canto y clavecín desde niña. Causó un gran revuelo desde el principio. A la edad de nueve años, hizo su debut en los Liebhaberkonzerte (conciertos de aficionados) que habían sido establecidon por Friedrich Benda, hijo de Franz Benda. El 20 de septiembre de 1785 se casó con el violista Karl Ludwig Bachmann (1743–1809).
Después de su muerte, se retiró de las actuaciones públicas. Charlotte Bachmann fue una de los primeros 20 miembros fundadores de la Sing-Akademie zu Berlin, en 1791 y jugó un papel decisivo en el establecimiento de representaciones anuales de Der Tod Jesu de C. H. Graun entre 1797 y 1806, una tradición que continuó en la corte de Berlín hasta 1884. Estuvo muy bien considerada como intérprete en Berlín. Una de sus canciones se publicó en el Clavier-Magazin de Rellstab en 1787. Murió en Berlín.

## Obras
Bachman compuso canciones. Una de sus obras seleccionadas es:
- Mädchen wenn dein Lächeln winket, 1787